# 西和彦
西 和彦（にし かずひこ、1956年〈昭和31年〉2月10日 - ）は、日本のエンジニア・クリエーター・ビジネスマン・教育者。日本のパーソナルコンピューターの黎明期に活躍した人物でASCIIの創業者、MSXの生みの親である。
学校法人須磨学園学園長、NPO法人IoTメディアラボラトリー特別顧問、日本先端工科大学（仮称）設置準備委員会特別顧問。

## 来歴・人物
兵庫県神戸市生まれ。須磨学園創立者・西田のぶの孫。
父の西邦大は須磨学園前理事長。関西大学商学部卒業。万世特攻基地で終戦を迎える。神戸銀行に入行。退行して須磨学園に奉職。商業科教諭、理事長を務めた。
母の西都は西田音吉とのぶの3女。奈良女子高等師範学校家政科卒業。北海道江差高等女学校奉職。退職して須磨学園に奉職。家庭科教諭、副校長を務めた。
妹の西泰子は須磨学園現理事長を務めている。
- 須磨学園記念誌編集委員会『須磨学園90周年の歩み』須磨学園、2012年
- 須磨学園記念誌編集委員会『須磨学園１００周年の歩み』須磨学園、20２2年

### エンジニアとして
雑誌『月刊アスキー』の創刊号で西は「コンピューターはメディアになる」と述べている。西のコンピュータメディア論はコンピューターアート展を主宰していた音楽家・端山貢明の影響を受けたものであるという。電気工作雑誌や、ホビー雑誌と違うモノにしたかったのである。しかし、雑誌の記事で電気会社各社の商品記事を書きながら、それぞれの商品に不満を感じ、自分の考えるパソコンを作りたいと考えた。
早稲田大学理工学部の図書館で見たElectronics誌の記事を読み、マイクロソフトにコンタクトし、ビル・ゲイツに面会する。マイクロソフトからBASICインタプリタのカスタム化に応ずるという返事をもらい、TK-80マイコンキットにBASICインタプリタを搭載するプロジェクトを開始する。これが後にPC-8001をNECとマイクロソフトで企画・開発するベースとなった。
- 1978年（昭和53年）にアスキーマイクロソフトを設立し、社長に就任。
- 1979年（昭和54年）にマイクロソフト米国本社・極東担当の副社長。NECのPC-8001・PC-8801、日立製作所のベーシックマスターレベル3、沖電気のif800などの企画、設計に参画した。
- 1980年（昭和55年）にマイクロソフト米国本社・新技術担当の副社長。
  - IBMパソコン5510の企画に参画。
  - キヤノンのポケットコンピュータを企画・開発。
  - エプソンのポータブルコンピューターHC-20を企画・開発。
- 1981年（昭和56年）にマイクロソフト米国本社・ボードメンバー[2]。
- 1982年（昭和57年）に、タンディ TRS-80 Model 100、NEC PC-8201、オリベッティ M10のハンドヘルドコンピューターを企画、設計した。生産は京セラ。
- 1983年（昭和58年）にMSXホームコンピューターを企画、設計した。
- 1984年（昭和59年）にIBM互換ノートパソコンを企画、設計し、パソコンは鳥取三洋電機で製造し、米国ゼニス・データー・システム社に輸出された。
- 1986年（昭和61年）、マイクロソフトとアスキーとの代理店契約はマイクロソフトの株式公開の機会に解消された[3]。西とゲイツの事業方針の衝突が背景といわれる。ゲイツとは、後にパームスプリングスのPCフォーラムで再会し、和解した。続いてマイクロソフトのWindows 3.1の発表会でメッセージを述べた。ゲイツにはシアトルの自邸の新築披露と40歳の誕生日、ハワイのラナイ島での結婚式と披露宴、50歳の誕生日などに招待されているという。
- 1986年～2004年は、下記の「経営者として」を参照。
- 2005年（平成17年）に高級オーディオ開発会社「デジタルドメイン」を設立し、社長。この時点では研究開発だけの個人会社であった[4]。
- 2007年（平成19年）に2年間の開発期間を経て、株式会社化したデジタルドメインでは、
  - 静電誘導トランジスタアンプの開発

東北大学名誉教授（元同大総長）の西澤潤一が発明した静電誘導トランジスタ（SIT）の特許を譲り受け、オリジナルの第2世代SITを製造し、アンプB-1aとしてまとめ上げている。
  - マルチビットDACの開発

また、英国dcs社のDACに続く最高級のDACといわれている、米国MSBテクノロジー社のマルチビットDAコンバーターモジュールを内蔵したDACを開発し、D1a、D1bとしてまとめあげた。スーパーオーディオCDのデーターをDSPで計算し、PCM信号に変換してアナログ化するシステムを構築した。
  - 同軸スピーカーの開発

1945年に米国RCA研究所でハリー・F・オルソン（英語版）が開発した放送局向けスピーカーLC1Aの改良に取り組んでいる。
  - アナログ録音・再生システムの開発

独国ノイマン社のレコードのカッティング装置、米ウェスタン・エレクトリック社の再生装置の歴史的解析、改良研究に取り組んでいる。
  - 4K、6K、8K テレビシステムの研究

一貫した開発テーマは、コンピューターと共存する次世代オーディオ・ビデオシステムの開発である。

### プロデューサー・クリエーターとして
- アート 制作・コレクション
  - 高校時代より写真の現像・引き延ばしの技法を習得し、写真作品を製作している。高校時代よりシルクスクリーン印刷による版画の技法を習得し、シルクスクリーン作品を製作した。この経験はプリント基板の制作や半導体のエッチングに対する感覚として、受け継がれている。
  - マルク・シャガールのリトグラフ作品を1000点以上収集した。このコレクションは高知県立美術館に収納されている。
  - 企業人の茶人、益田孝、松永安左エ門、松下幸之助に憧れ、茶道裏千家に入門した。同時に茶道具の収集を行ったが、アスキーの経営危機に際して売却した。一部はCSKによってクリスティーズでオークションされた。価値のある美術品を売却した後に残った美術参考資料を中心に研究に方向性を変更し、趣味として続いているという。
  - 米国メトロポリタン美術館の客員委員に選ばれ、主に現代美術とインターネットと美術館運営についての提案をルアーズ館長、ホーキンズ副館長に続けた。これによってメトは世界で一番進んだWEBサイトを運営してきた。
- 映画 製作・配給
  - ヴィム・ヴェンダースの『夢の涯てまでも』、ケネス・ブラナー『ヘンリー五世』、エドワード・R・プレスマン『ホミサイド』に製作出資した[5]。
  - 1990年（平成2年）ジョン・アヴネット監督『フライド・グリーン・トマト』をエクゼクティブプロデューサーとして製作した。
  - カンヌ国際映画祭において、フランス『ル・モンド』紙の主催する『映画の未来』でプレゼンテーションした。
- クラシック音楽 製作・録音
  - 1999年（平成11年）ザルツブルク音楽祭の後援として『平和のシンフォニー』（21世紀のための合唱付き交響曲）を製作した。作曲はフィリップ・グラスに委嘱し、ザルツブルク音楽祭で世界初演された。
  - コンサートと企画を20回以上行ってきた。また、コンサートを録音している。CDを出版した。
- ウェブサイト
  - 2001年（平成13年）に2ちゃんねるに対抗した電子掲示板・1ch.tvをプロデュース[6][7]。
- 電子出版
  - 2010年（平成21年）に「アゴラブックス：現アカシックライブラリー」を池田信夫と共に設立。
  - 2011年（平成22年）に電子出版開発会社「アカシックライブラリー」社長。現任。
電子出版会社のアカシックライブラリーでは、電子出版のシステムを出版社や個人に提供し、また、独自のタイトルの出版や古今の名著を再版する活動を行っている。メディア・エンジニアリングの活動以外では、歴史の研究を行っており、日本古代史、日本戦国史、フランス革命史をテーマとする。ナポレオンについての著作あり。

### 経営者として
- 1976年（昭和51年）大学2年生の時にマイコン専門雑誌I/Oの創刊時の編集長を務める。
- 1977年（昭和52年）に株式会社アスキー出版（後にアスキー）を創業

設立メンバーは、郡司明郎、塚本慶一郎である。企画部長を経て副社長に就任。コンピューター総合月刊誌『月刊アスキー』を創刊した。また、米国のコンピューター関連出版物の翻訳出版を数多く手がけた。アスキーの企業としての枠組みを作ったのは、当時社長であった郡司明郎である。また、出版社としてのアスキーを作ったのは塚本慶一郎である。塚本はアスキーを辞めて、株式会社インプレス（現・インプレスホールディングス）を創業し、一部上場会社にまで育て上げた。
- 1986年（昭和61年）日本に帰国して、窓際の副社長として資料室担当になり、出版社アスキーの情報インフラとしてのアスキーライブラリーを構築した。この経験が、後に電子出版に参入する基盤になっている。
- 1987年（昭和62年）にアスキーの社長に就任。マイクロソフトビジネスを失ったアスキーを再建。
- 1989年9月21日に株式を公開。当時、上場企業の社長としては国内最年少。パソコン関連からゲーム関連、インターネット関連、映画製作配給関連、米国ベンチャー投資関連に事業を展開した[8]。
  - この間に、アスキーはバブルを体験し、145億円のスイスフラン無担保転換社債を転換前に、米国のベンチャー投資に固定化させ、株価低迷のための転換社債繰り上げ償還の借り換えのための協調融資に、日本興業銀行の指導によりリストラを行い、再び活性化した[9]。
  - 再び活性化した社内から、経費節減などの経営努力に反発したグループが、退社して別会社を設立するなどのトラブルがあり、銀行団は社長専任体制から集団指導体制に切り替えようとした。それを受け、アスキーはこの後、カンパニー制を導入して、システムカンパニーは西が、出版、ゲーム、研究所には外部から迎えた幹部を充てたが、これがうまく機能せず、出版カンパニーが週刊誌の失敗と在庫増で40億円、ゲームカンパニーがゲームの仕掛かり増で60億円、合計100億円の資金の固定化を起こした[10]。
- 1997年（平成9年）CSK・セガを対象に第三者新株増資を行い、約100億円調達し、CSKグループ企業となる。
  - その後、CSKの幹部はアスキーを支配し、大幅な赤字を計上させ、アスキーは債務超過に陥り、西和彦は責任をとって社長を辞任した[11]。
- 1998年（平成10年）アスキー取締役（教育事業担当）。
- 2000年（平成12年）アスキー取締役副会長。
  - その後、西はアスキーにおいて教育事業を立ち上げ、売り上げ50億円・黒字を達成し、復権する。
- 2001年（平成13年）アスキー特別顧問。
  - CSKグループ企業の創業者大川功の死去に伴い、アスキーのすべての役職から退任[12]。CSKはアスキーの過半数の株式を投資ファンドに売却し、アスキーの経営から撤退した。
- 2002年（平成14年）にコンサルティング会社、「ITNY and Partners」を池田信夫、田中良拓、山田肇らと共に設立し、マネージングディレクターに就任。現任。
  - ITNYでは、パソコンを並列接続したスーパーコンピューター、携帯会社に対する政策コンサルティング、デジタルマルチメディア放送、デジタル放送タワーの設計などのプロジェクトに関わった。
- 2017年、岸田一郎が立ち上げた男性ファッション誌「GG」発行元「GGメディア」のスポンサーとなる。GGは翌年11月で休刊、社も破産した[13]。
- 2023年3月23日、破産手続きの開始が公告される[14][15]。5年前にアスペクト（もとはアスキーの子会社）への約3億円の出資を頼まれて行った後に、当時アスペクト社の取引銀行であった三菱UFJ銀行から連帯保証を求められてやむなく引き受けたが、同社の経営悪化により三菱UFJ銀行が持つ債権が金融会社に売り渡された[16]。アスペクト社の代わりに同社の債務の返済交渉を金融会社と行ってきたが、金融会社が債権回収を図る方途として西和彦個人についての第三者破産を東京地方裁判所へ申し立てたもの。

### 教育者・研究者として
- 1990年（平成2年）に東京工業大学非常勤講師。企業で行ってきたマルチメディア関連の研究開発を系統的に整理し「マルチメディア概論」として講義を始めた。この経験が博士論文執筆に役に立った。10年間勤める。

- 1993年（平成5年）国際大学GLOCOM研究所特別研究員。
  - 日本興業銀行中山素平特別顧問の紹介でGLOCOMに公文俊平所長を訪ね、村上泰亮前所長の時代とは違った新しい研究軸としてのインターネットの総合的な研究を提案した。インターネットブラウザーがパソコンで動き、情報の流通が社会と世界を変えると予測した。
  - NTTの経営形態について、戦後禁止された「持株会社」を復活して、NTTを分割して、経営の最適化と、国際競争力を持つ企業群に再編するべきという論陣を張った。西はNTTをさらに強くすることが日本の国益に適うと発言している。
  - 公文と西は共著で記事[17]を書き、ISDNの次はADSLでODNを中核とする情報通信基盤の構築促進こそ、今日の情報通信政策の中心課題である。ソフトバンクBBがADSLを始めるはるか前である。しかし、西にはNTTに対抗してADSLのインターネットサービスを展開する事業観は無かった。また、率先して企業スポンサーからの寄付集めに奔走し、IECP（産学協働プログラム）を立ち上げた。

- 1999年（平成11年）に工学院大学大学院情報学専攻にて学位 博士（情報学）[18]を取得。
- 1999年（平成11年）国際連合大学 高等研究所 副所長、併任教授。UNU/IASにおいては主に「UNL計画」を立案、推進し、同時にインターネットによる国家の覇権について研究した。

- Universal Networking Language計画

インターネット時代に大きく問題になるのは、ネットワークやパソコンの所有ではなく、インターネットに蓄積される知識が書かれている言語が何であるかが重要であると指摘し、国際的な知識の共有のために、WEBの言語を機械翻訳するプロジェクト「UNL」を高等研究所所長のタシシオ・デラセンタとUNL部長の内田裕士と共に推進した。このプロジェクトは後にUNDL財団（スイス。ジュネーブ）に引き継がれている。
- 2000年（平成12年）米国マサチューセッツ工科大学メディアラボ客員教授（平成16年まで）MITにおいては4つのプロジェクト（100ドルパソコン計画、WEB機械翻訳計画、インターネットでのマイクロペイメント計画、アドホック結合をしたルーターのフェイズアレーによるVSAT計画）を発案・推進した[19]が、ニコラス・ネグロポンテと100ドルパソコンの設計方針の違いで退任した。西の考えていたアーキテクチュアはFPGAを用いたもので、1チップMSXなどで実証実用化された。

- 2000年（平成12年）尚美学園大学教授。尚美学園短期大学が4年制の尚美学園大学への改組に当たり、芸術情報学部開設の準備委員を務めた。情報表現学科と音楽表現学科でメディア総論、メディアと社会、起業論、大学院でデジタルビデオ・グラフィックス特論、イベントプロジェクト特論などを教えている。

- 2001年（平成13年）須磨学園高等学校校長。理事長西泰子が打ち出した職業科の女子校から男女共学のトップ進学校に転換する方針の下、須磨学園高等学校の運営に参画し、西泰子と共に大幅な改革を行った。
- 2002年（平成14年）に学校法人須磨学園学園長。現任。男女共学の中学校・高校一貫教育を行うために須磨学園中学校を設置・開校し、「受験」「教養」「競争」を追求する独自の6年間の一貫教育を展開している[20]。
- 2015年尚美学園で開設予定の芸術情報学部音楽応用学科[21]の準備実務者委員を務め、新学科の学科長となった。大学新聞に尚美学園大学理事長・学長と新学科長の対談が2回掲載された。2016年3月退職。
- 2016年6月　尚美学園大学名誉教授。宮城大学客員教授、工学院大学客員教授、青山学院大学客員教授、作新学院大学客員教授、早稲田大学客員教授などを務めた。米国のMITメディアラボの自由な研究環境に触れ、日本では工学院大学の最年少の評議員に推され、大学経営に触れた。公立会津大学の教員の推薦により、学長選挙に立候補した。一次投票では最高点をとったが、過半数に達せず、決選投票で現職の学長に敗れた。それがきっかけで新しい大学の設立を考えるようになり、工学院大学の評議員を辞任し、秋葉未来大学（仮称）という名前の工科大学の設立を計ったが、リーマン・ショックで計画は停止した。
- 2017年（平成29年）に東京大学大学院工学系研究科IOTメディアラボ　ディレクター就任。現任。
- 2017年10月に学校法人須磨学園が学校法人夙川学院との業務提携を行ったのに伴い、夙川学院の副理事長に就任した[22]。2018年12月末には、夙川学院の理事・評議員を辞任した[23]。2019年4月には、夙川学院から須磨学園に移管された夙川中学校・高等学校の学園長に就任している[24]。
- 2019年（令和元年）6月22日に学校法人明浄学院の理事長に就任した[25]。明浄学院の資金1億円を仮想通貨に流用した問題で辞任した元理事長（女性・当時61歳）の後任であった[26][27]。その後、明浄学院高等学校の土地売却を巡る手付金21億円が所在不明になっている問題も発覚し、西は元理事長（女性・当時61歳）を背任の疑いで刑事告訴することを検討していた[26][27]。明浄学院理事会は、2019年8月24日に西を理事長から解任した[26][27]。2019年12月には、この元理事長（女性・当時61歳）は横領事件で逮捕されている[28]。2019年12月6日に大阪市内で記者会見した西は、元理事長（女性・当時61歳）が選んだ理事が現在も学校法人明浄学院に残っている現状について、「いかがなものか」と指摘している[29]。

## その他

### ウィキペディアへの批判
2006年、西は本項目の自身に関する記述内容を巡って他の利用者と激論を交わし、そのことについてJ-CASTの取材に対し、「事実とあまりに異なり、本当にめちゃくちゃで、耐えられる限界を超えていた」「編集世話人（ウィキペディアン）の独断によって編集され、仲間内で転がしているようなものだ」「2ちゃんねるもウィキペディアも同じようなもの」「ウィキペディアはカットとコピーペーストしているだけ。嘘で嘘を塗り固めているようなものだ」と述べている。
さらに約3年後にもウィキペディアへの批判を述べており、ウィキペディアと日本語版を「WikiがPediaという接尾を使って、いわゆる百科事典のようなふりをしていることにあるのではないだろうか」「真実と嘘と無知と偏見と嫉妬と虚栄が混じったネットの肥溜みたいなもの」「ウィキペディアは記事の内容が気に入らなければだれでも編集できる。そのため編集合戦が起きることがあるが、ウィキペディア日本版の編集世話人（ウィキペディアン）は独断と偏見で仕切っているので、真実ではなく力が勝ってしまう。結局、匿名の人間たちの『無限の力』によって、真実を書こうと思っている人は途中であきらめなければいけない」とする一方で「アメリカの代表はまともな人であった」としている。この批判には赤木智弘が一定の評価を下している。